# 椿井大塚山古墳
椿井大塚山古墳（つばいおおつかやまこふん）は、京都府木津川市山城町椿井三階・太平にある古墳。形状は前方後円墳。国の史跡に指定され、出土品は国の重要文化財に、石室天井石は木津川市指定有形文化財に指定されている。
三角縁神獣鏡30面以上を含む銅鏡約40面や、武器・甲冑・農工漁労具などの多数の副葬品が出土したことで知られる。

## 概要
京都府南部、木津川が伊賀盆地から西流して京都盆地に出て北に折れる付近の東岸、木津川とその支流が形成する河岸段丘の末端部、木津川を一望する位置に築造された大型前方後円墳である。1894年（明治27年）に奈良鉄道線（現在のJR奈良線）の敷設時に墳丘が切断され、1953年（昭和28年）に工事の際に石室が露出して副葬品が出土している。現在では墳丘の後円部は竹林に覆われ、前方部は宅地化しており、1992年度（平成4年度）以降に発掘調査が実施されている。
墳形は前方部がバチ形に開く前方後円形で、前方部を西南西方向に向ける。墳丘は、後円部では3段または4段築成、前方部では2段築成。墳丘外表では割石による葺石が認められているが、埴輪は認められていない。埋葬施設は、後円部中央における竪穴式石室（竪穴式石槨）である。全国最大級の規模の墓坑・竪穴式石室で、石室の高さは約3メートルと非常に高く、石室内には割竹形木棺を据える。石室内からは、昭和28年に三角縁神獣鏡など銅鏡30面以上のほか、武器・甲冑・農工漁労具など質・量とも優れた300点近い副葬品が出土している。また西側には副室があり、銅鏡3面が出土したとされており、銅鏡の出土総数は40面近くにおよぶ。
築造時期は、古墳時代前期の3世紀後半（出土庄内式土器の一部を築造時のものとした場合）または4世紀前半（全てを築造以前とした場合）頃と推定される。三角縁神獣鏡が多量に出土した代表的な前期古墳として、日本列島における古墳時代前期のあり方を考察するうえで重要視される。また小林行雄が本古墳出土の三角縁神獣鏡から同笵鏡論を展開したことでも有名で、古墳時代史のうえで重要な意義をもつ古墳になる。
古墳域は2000年（平成12年）に国の史跡に指定され、出土品は1992年（平成4年）に国の重要文化財に指定されている。

## 遺跡歴
- 1894年（明治27年）、奈良鉄道線（現在のJR奈良線）の敷設の際に後円部墳丘の切断[1]。
- 1953年（昭和28年）、切り通し法面の拡張工事の際に大雨で墳丘崩落、竪穴式石室露出および副葬品発見。緊急調査：第1次調査（京都大学考古学研究室、1953年に概要報告、1998年に本報告）。
- 1971年（昭和46年）、後円部墳丘の発掘調査：第2次調査（近藤義郎ら岡山大学考古学研究室ほか、1986年に報告）。
- 1992年（平成4年）6月22日、出土品が国の重要文化財に指定。
- 1992年度（平成4年度）、範囲内容確認調査：第3次（山城町教育委員会、1993年に報告）。
- 1995-1998年度（平成7-10年度）、4年計画の範囲内容確認調査：第4-7次（山城町教育委員会、1996・1997・1998年に概要報告、1999年に本報告）。
- 2000年（平成12年）9月6日、国の史跡に指定。
- 2001年度（平成13年度）以降、範囲内容確認調査：第8次以降（山城町教育委員会のち木津川市教育委員会）。

## 墳丘

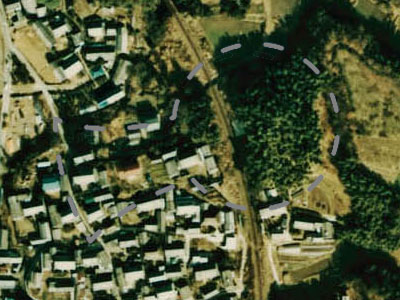
椿井大塚山古墳の空中写真。

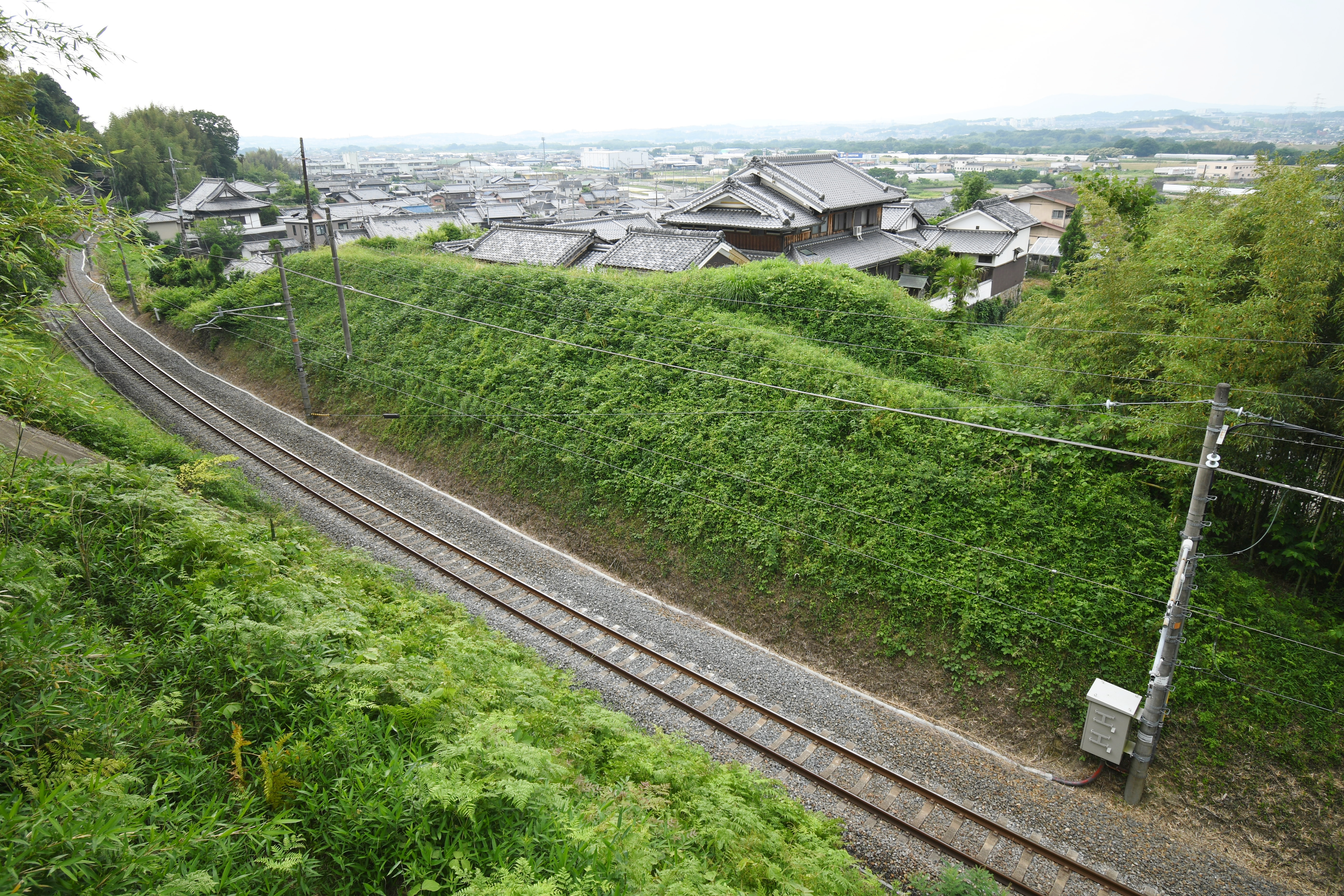
後円部から前方部を望むJR奈良線が後円部（手前）と前方部（奥）を分断する。

墳丘の規模は次の通り（範囲確認調査による復元値）。
- 墳丘長：175メートル
- 後円部 - 3段または4段築成。
  - 直径：110メートル
  - 高さ：20メートル
- 前方部 - 2段築成。
  - 長さ：80メートル
  - 幅：76メートル
  - 高さ：10メートル

墳形は、箸墓古墳の3分の2相似形とする説が知られるほか、西殿塚古墳・桜井茶臼山古墳・中山大塚古墳の相似形墳とする説なども挙げられている。
墳丘長は、前方部前端を里道端までとした場合には175メートル、里道際の擁壁までとした場合には173メートルと復元される。墳丘は西に向かって下がる傾斜面上に築造されているため、後円部後端と前方部前端では約10メートルの高低差があり、後円部基底と前方部墳頂が同程度の高さにある。後円部は、地形に制約されて平面形がやや楕円形を呈しており、段築は高所の東側では最下段がみられない（3段築成とみられる）が、後円部全体が3段築成で直径約92メートル・高さ12-14メートル程度とする見解も挙げられている。
後円部の東側には凹地を挟んで崖がそそり立つため、かつて墳丘の大部分は丘尾を切断した地山整形が主とみられ、そのような丘尾切断型古墳のなかでも典型例とされた。しかし近年の調査で、3段築成の後円部のうち1段目は段丘の削り出し、2・3段目は盛土による構築と判明し、段丘傾斜面をひな壇状に造成した上に墳丘盛土を構築したとされる。
後円部の墳頂では二重口縁壺の配列が存在したとみられるほか、前方部でも複数器種の土師器が出土しており、前方部の意味を考察するうえでも重要視される。

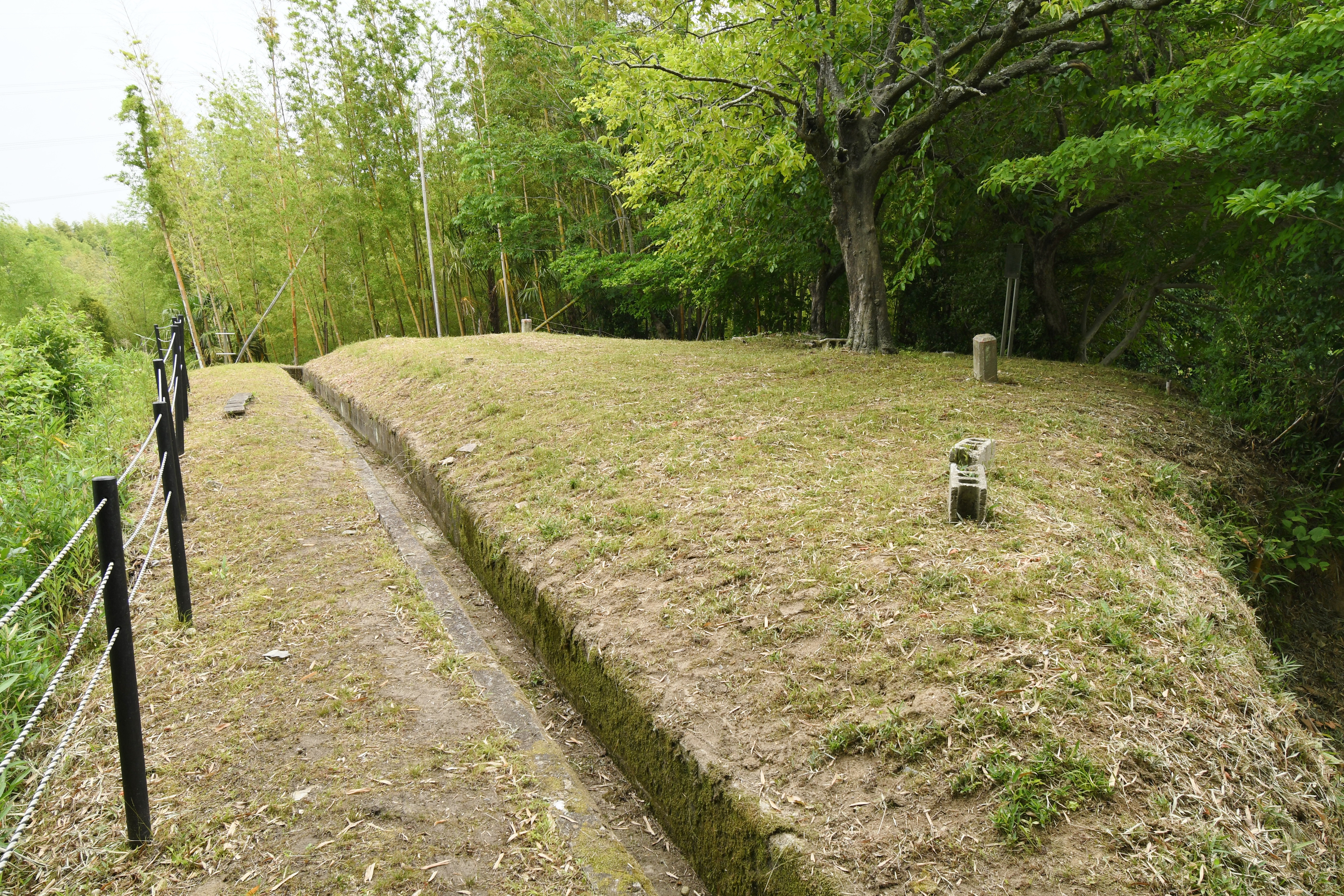
後円部墳頂
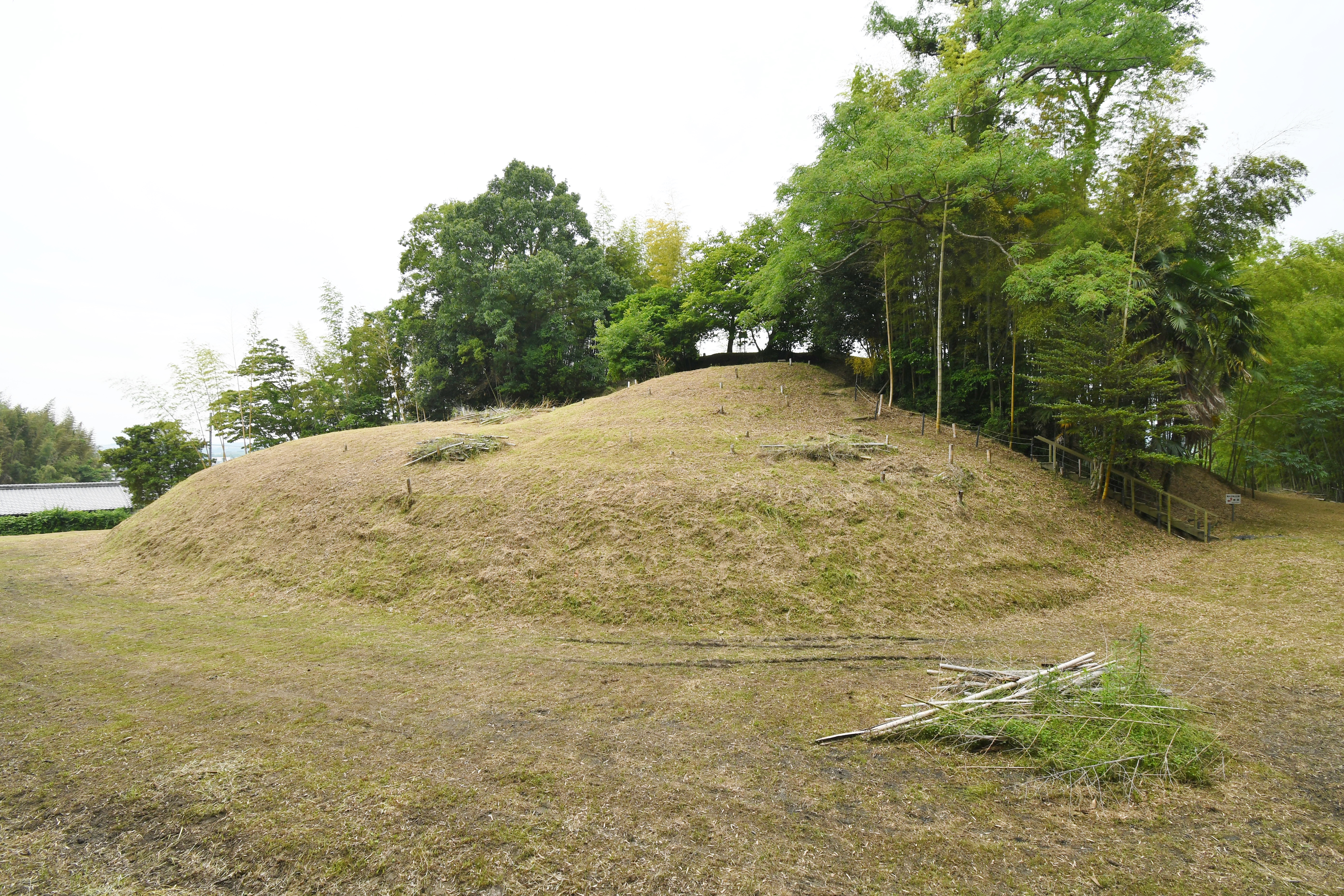
後円部墳丘
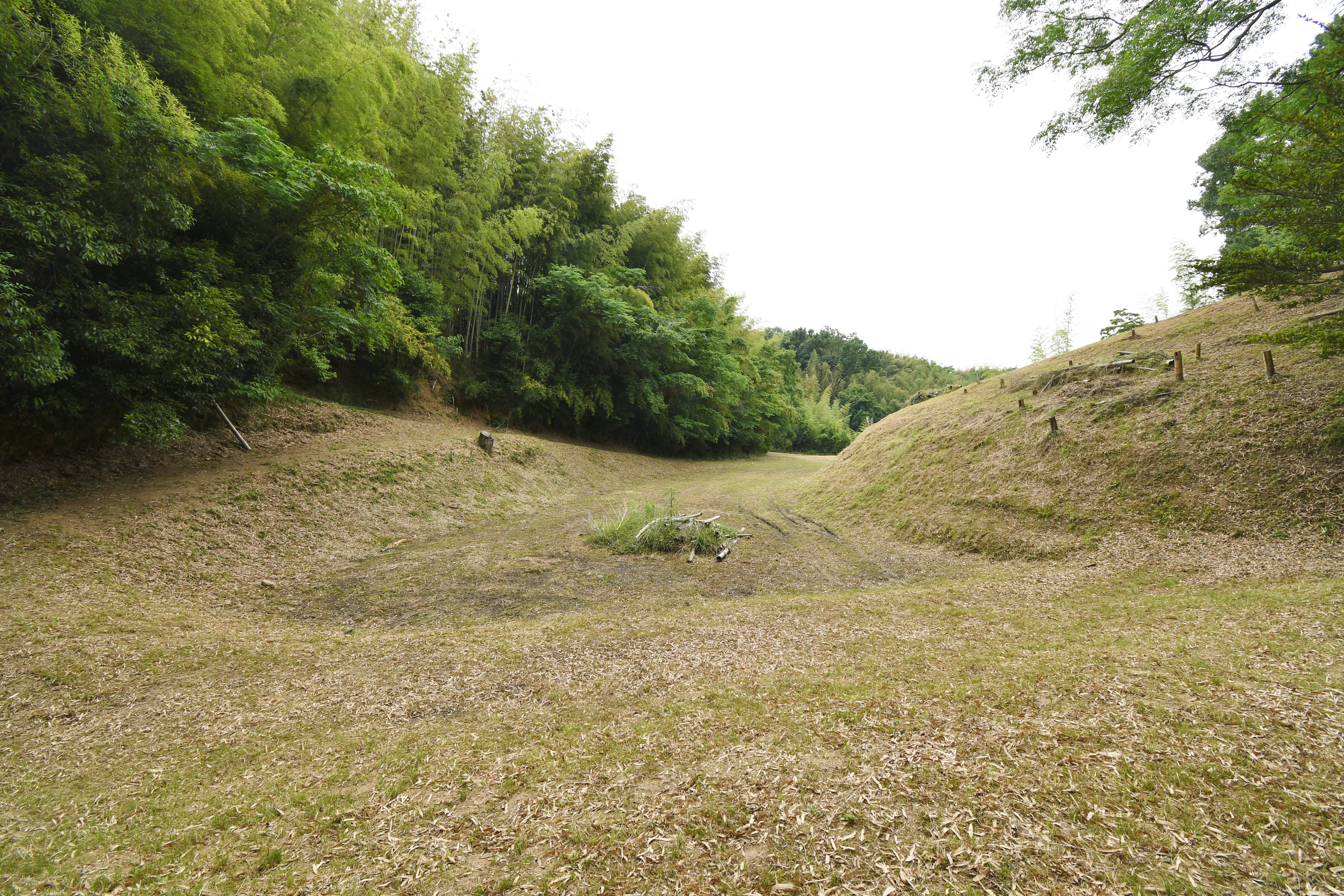
後円部東側の凹地（右に墳丘）

## 埋葬施設

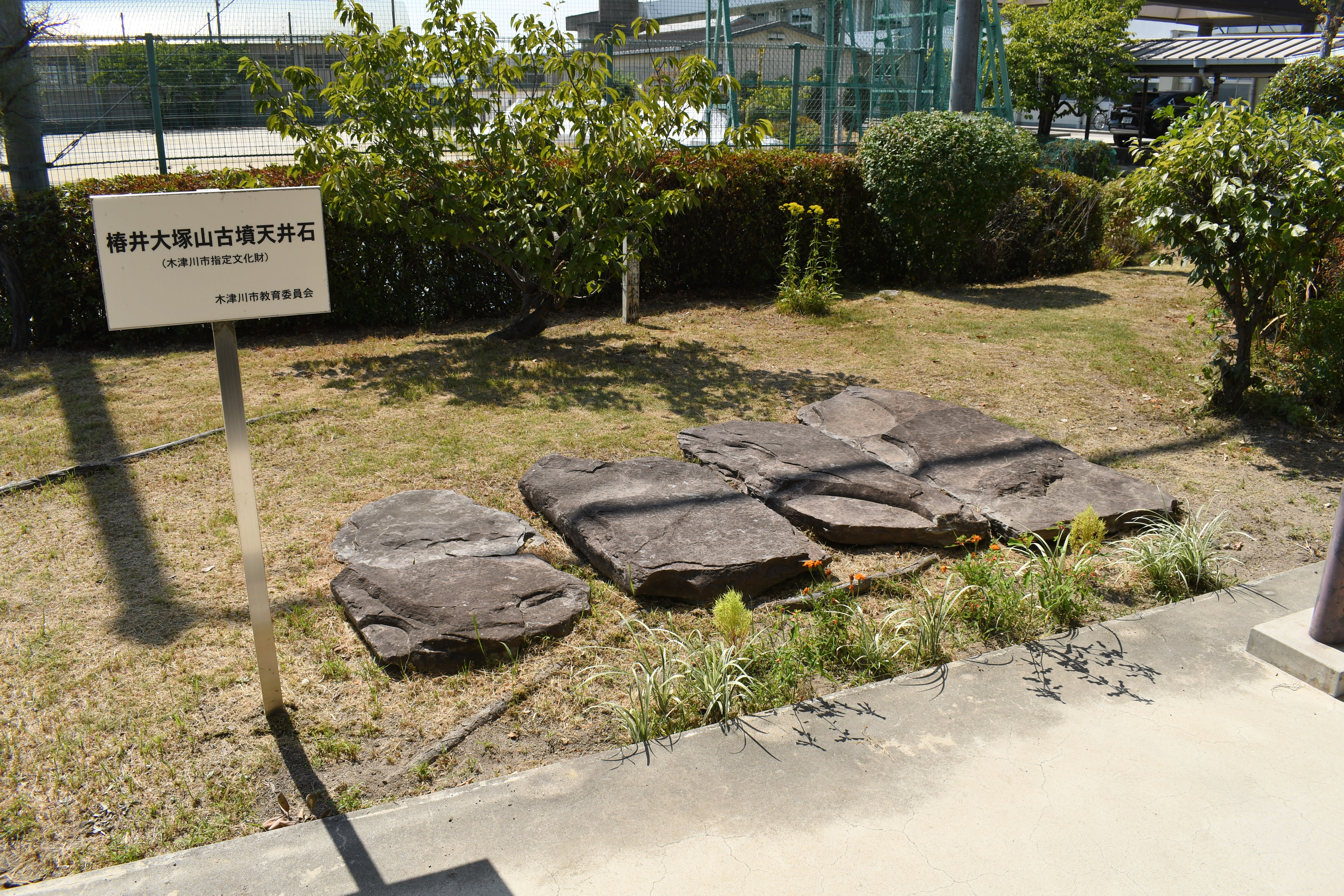
移築石室天井石木津川市立山城中学校内保存。

埋葬施設としては、後円部墳頂中央において竪穴式石室（竪穴式石槨）が構築されていた。石室の主軸はほぼ南北方向で（大陸の北頭位思想の影響か）、石室を納める墓坑は長さ21メートル・幅13メートルに復元される大型のもので、上面に二重口縁壺の配列が存在したとみられる。
石室の石材には、花崗岩と安山岩の割石が使用される。前期古墳としては最大級の規模で、内法としては長さ6.8メートル・北小口幅1.1メートル・南小口幅1.0メートル・高さ3.0メートルを測る。壁体は、途中までは垂直に、上部はわずかに内傾して構築される。床面は、板石を二重に敷いた上に礫を施して砂をかぶせ、粘土棺床を構築する。天井石は8枚。石室内にはコウヤマキ製の割竹形木棺を据える。この木棺を取り囲むように銅鏡群が置かれていたとされる。
竪穴式石室の西約3メートルの場所では、副室として、砂利敷の上に粘土で被覆した礫床施設が確認されている。施設内からは、画文帯対置式神獣鏡など銅鏡3面が出土したとされる。同様の施設は下池山古墳や柳本大塚古墳でも知られるが、構造や大型内行花文鏡1面を埋納する点では大きく異なる。

## 出土品

### 一覧
昭和28年に出土した遺物は次の通り。
- 内行花文鏡 2
- 画文帯対置式神獣鏡 1
- 方格規矩四神鏡 1
- 三角縁神獣鏡 32以上
- 鉄剣 10前後
- 鉄刀 7以上 - うち素環頭大刀1。
- 鉄ヤリ 7
- 鉄石突 1
- 鉄鏃 200以上
- 銅鏃 16以上
- 花弁形装飾付鉄製品（冠?） 1
- 小札革綴冑 1
- 竪矧板状鉄製品（有機質甲の引合板?）
- 鉄鎌 3
- 鉄斧 10
- 鉄刀子 17
- 鉄削刀子（魚扠?） 7
- 鉇 7以上
- 錐 8以上
- 鑿 1以上
- 鉄弓形工具（用途不明） 3
- 釣針 1
- 魚扠 12（組合式2以上）

鉄鏃類が一括で出土した場所では綾杉文の漆膜が確認されており、靫の存在を示唆する。また前方部の調査では土師器が出土している。

### 銅鏡
銅鏡として、内行花文鏡2面、画文帯対置式神獣鏡1面、方格規矩四神鏡1面、三角縁神獣鏡32面以上が出土している。32面以上という三角縁神獣鏡は、1997-1998年（平成9-10年）に黒塚古墳において33面が出土するまでは最多の出土数であった。
| No. | 鏡式                                   | 面径   | 同笵鏡                                                                     | 複製鏡                  |
| --- | -------------------------------------- | ------ | -------------------------------------------------------------------------- | ----------------------- |
| 1   | 三角縁波文帯龍虎鏡                     | 24.3cm | 和泉黄金塚古墳1 奥津社古墳1                                                | - No.1 - No.2 - No.3    |
| 2   | 三角縁天王日月・獣文帯変形重列式神獣鏡 | 23.4cm | 備前車塚古墳1 久保古墳1 上平川大塚古墳1                                    | - No.1 - No.2 - No.3    |
| 3   | 三角縁陳是作四神二獣鏡                 | 22.1cm | 備前車塚古墳2 真土大塚山古墳1 権現山51号墳1                                | - No.1 - No.2 - No.3    |
| 4   | 三角縁張氏作三神五獣鏡                 | 22.4cm | 奥3号墳1 連福寺古墳1 権現山51号墳1 伝 藤岡市三本木1 泉屋博古館所蔵2        | - No.4 - No.5 - No.6    |
| 5   | 三角縁吾作三神五獣鏡                   | 22.4cm | 伝 可児市可児1 城山1号墳1 西求女塚古墳2                                    | - No.4 - No.5 - No.6    |
| 6   | 三角縁吾作三神五獣鏡                   | 21.5cm | 権現山51号墳1 百々古墳1 椿井大塚山古墳No.7                                 | - No.4 - No.5 - No.6    |
| 7   | 三角縁吾作三神五獣鏡                   | 21.5cm | 椿井大塚山古墳No.6                                                         | - No.7 - No.8 - No.9    |
| 8   | 三角縁吾作五神四獣鏡                   | 21.5cm | 伝 都祁村都介野1                                                           | - No.7 - No.8 - No.9    |
| 9   | 三角縁吾作四神四獣鏡                   | 22.4cm | 新山古墳1                                                                  | - No.7 - No.8 - No.9    |
| 10  | 三角縁吾作四神四獣鏡                   | 19.7cm | 石塚山古墳2 中小田1号墳1 万年山古墳1 西求女塚古墳1 椿井大塚山古墳No.11     | - No.10 - No.11 - No.12 |
| 11  | 三角縁吾作四神四獣鏡                   | 19.7cm | 椿井大塚山古墳No.10                                                        | - No.10 - No.11 - No.12 |
| 12  | 三角縁張氏作四神四獣鏡                 | 23.6cm | 西山古墳1 奥津社古墳1                                                      | - No.10 - No.11 - No.12 |
| 13  | 三角縁櫛歯文帯四神四獣鏡               | 22.0cm | 円照寺裏山古墳1 椿井大塚山古墳No.14                                        | - No.13 - No.14 - No.15 |
| 14  | 三角縁櫛歯文帯四神四獣鏡               | 22.0cm | 椿井大塚山古墳No.13                                                        | - No.13 - No.14 - No.15 |
| 15  | 三角縁吾作徐州銘四神四獣鏡             | 22.4cm | 佐味田宝塚古墳1 内山1号墳1 西求女塚古墳1                                   | - No.13 - No.14 - No.15 |
| 16  | 三角縁天王日月・唐草文帯四神四獣鏡     | 22.1cm | 吉島古墳2 佐味田宝塚古墳1 雪野山古墳1 赤門上古墳1 出土地不明1              | - No.16 - No.17 - No.18 |
| 17  | 三角縁天王日月・獣文帯四神四獣鏡       | 23.4cm | 石切神社所蔵1                                                              | - No.16 - No.17 - No.18 |
| 18  | 三角縁天王日月・獣文帯四神四獣鏡       | 22.3cm | 神蔵古墳1 竹島御家老屋敷古墳1 白山古墳1 椿井大塚山古墳No.19・20            | - No.16 - No.17 - No.18 |
| 19  | 三角縁天王日月・獣文帯四神四獣鏡       | 22.3cm | 椿井大塚山古墳No.18・20                                                    | - No.19 - No.20 - No.21 |
| 20  | 三角縁天王日月・獣文帯四神四獣鏡       | 22.3cm | 椿井大塚山古墳No.18・19                                                    | - No.19 - No.20 - No.21 |
| 21  | 三角縁張是作四神四獣鏡                 | 21.8cm |                                                                            | - No.19 - No.20 - No.21 |
| 22  | 三角縁獣文帯五神四獣鏡                 | 21.8cm | 那珂八幡古墳1 備前車塚古墳1 伝 奈良市大和田町丸山古墳1 フリーア美術館所蔵1 | - No.22 - No.23 - No.24 |
| 23  | 三角縁天王日月・獣文帯四神四獣鏡       | 22.5cm | 持田古墳1 龍門寺古墳1                                                      | - No.22 - No.23 - No.24 |
| 24  | 三角縁天王・日月・獣文帯四神四獣鏡     | 22.8cm | 上沼古墳1                                                                  | - No.22 - No.23 - No.24 |
| 25  | 三角縁天王・日月・獣文帯四神四獣鏡     | 22.6cm | 伝 倉吉市旧社村付近出土1                                                   | - No.25 - No.26 - No.27 |
| 26  | 三角縁天王日月・鋸歯文帯四神四獣鏡     | 23.3cm | 赤塚古墳1 長法寺南原古墳1 桜井茶臼山古墳1                                  | - No.25 - No.26 - No.27 |
| 27  | 三角縁天王日月・獣文帯四神四獣鏡       | 22.2cm | 大下田古墳2 桜井茶臼山古墳1                                                | - No.25 - No.26 - No.27 |
| 28  | 三角縁天・王・日・月・獣文帯二神二獣鏡 | 22.1cm | 百々池古墳1                                                                | - No.28 - No.29 - No.30 |
| 29  | 三角縁天王日月・獣文帯三神三獣鏡       | 23.0cm | 原口古墳1 石塚山古墳2 天神森古墳1 赤塚古墳1                                | - No.28 - No.29 - No.30 |
| 30  | 内行花文鏡                             | 27.7cm |                                                                            | - No.28 - No.29 - No.30 |
| 31  | 方格規矩鏡                             | 18.2cm |                                                                            | - No.31 - No.32         |
| 32  | 画文帯神獣鏡                           | 13.8cm |                                                                            | - No.31 - No.32         |

## 被葬者
椿井大塚山古墳の実際の被葬者は明らかでない。畿内ヤマト王権の中枢政治勢力域と周縁地域との境界に所在する点、北には木津川・巨椋池を介して京都盆地・淀川から瀬戸内海へ、南には平城山丘陵を越えて奈良盆地へ、東には伊賀盆地を経由して東国へ抜けるという水陸交通の要衝に所在する点、造営基盤になりうる集落展開が認められない点、副葬品には玉類など石製品が含まれない代わりに、銅鏡・武器・甲冑・農工具とともに漁労具を含むという点が被葬者の性格として注意される。畿内中枢勢力の一角を占めることは確実とされるものの、在地の人物とする説、奈良盆地に出自をもつ人物とする説が並立する。
伝承上の人物としては、武埴安彦命に擬する説（小林行雄・山尾幸久・田中琢・森浩一・中島正福など）、日子坐王に擬する説（林屋辰三郎・塚口義信など）、大筒木真若王に擬する説（林屋辰三郎）が挙げられている。

## 文化財

### 重要文化財（国指定）
- 京都府椿井大塚山古墳出土品（考古資料） - 明細は後出。京都大学保管。1992年（平成4年）6月22日指定[8]。

- 銅鏡
  - 三角縁神獣鏡（残欠共） 32面分
  - 画文帯神獣鏡 1面
  - 内行花文鏡（残欠共） 2面分
  - 方格規矩四神鏡 1面
- 銅鏃 14本
- 刀剣類
  - 鉄素環頭大刀 1口
  - 鉄大刀（残欠共） 5口
  - 鉄剣・鉄槍（残欠共） 7口
- 鉄刀子（残欠共） 16口
- 武具類
  - 鉄小札革綴冑残欠 1頭分
  - 鉄甲残欠 1領分
- 鉄鏃（残欠共） 11本
- 工具類
  - 鉄斧 9箇
  - 鉄鉇（残欠共） 8本
  - 鉄鑿残欠 3本
  - 鉄錐（残欠共） 9本
- 漁具類
  - 鉄銛残欠 4本
  - 鉄釣針 1本
  - 鉄魚叉残欠 6本
- 鉄鎌（残欠共） 3箇
- 不明鉄器 11箇
- 附 木棺残欠 3片

### 国の史跡
- 椿井大塚山古墳 - 2000年（平成12年）9月6日指定[9]。

### 木津川市指定文化財
- 有形文化財
  - 山城町の考古遺物（考古資料） - 椿井大塚山古墳竪穴式石室天井石を含む旧山城町域の出土遺物を包括。2007年（平成19年）2月26日指定[10]。

## 関連施設
- 京都大学（京都府京都市左京区吉田本町） - 椿井大塚山古墳の出土品を保管。
- 京都府立山城郷土資料館（ふるさとミュージアム山城）（木津川市山城町上狛千両岩） - 椿井大塚山古墳の出土品・出土複製品を展示。
- 山城総合文化センター（アスピアやましろ）（木津川市山城町平尾前田） - 施設内図書館付属「椿井大塚山古墳と三角縁神獣鏡特別展示室」で椿井大塚山古墳の出土鏡の複製を展示。
- 木津川市立山城中学校（木津川市山城町椿井柳田） - 校内に椿井大塚山古墳の石室天井石を保存。

## 関連文献
（記事執筆に使用していない関連文献）
- 調査報告
  - 1次：樋口隆康「山城国相楽郡高麗村椿井大塚山古墳調査略報」『史林』第36巻第3号、史学研究会、1953年9月30日、289-291頁。 - リンクは京都大学学術情報リポジトリ。
  - 1次：梅原末治「椿井大塚山古墳」『京都府文化財調査報告』 第23冊別刷、京都府教育委員会、1964年。
  - 1次：樋口隆康『昭和28年 椿井大塚山古墳発掘調査報告』山城町〈京都府山城町埋蔵文化財調査報告書第20集〉、1998年。
  - 2次：近藤義郎 編『京都府山城町 椿井大塚山古墳』山城町教育委員会〈京都府山城町埋蔵文化財調査報告書第3集〉、1986年。
  - 3次：『山城町内遺跡発掘調査概報IV』山城町教育委員会〈京都府山城町埋蔵文化財調査報告書第11集〉、1993年。
  - 4次：『山城町内遺跡発掘調査概報VI』山城町教育委員会〈京都府山城町埋蔵文化財調査報告書第17集〉、1996年。
  - 5次：『山城町内遺跡発掘調査概報VII』山城町教育委員会〈京都府山城町埋蔵文化財調査報告書第18集〉、1997年。
  - 6次：『山城町内遺跡発掘調査概報VIII』山城町教育委員会〈京都府山城町埋蔵文化財調査報告書第19集〉、1998年。
  - 4-7次：『椿井大塚山古墳』山城町教育委員会〈京都府山城町埋蔵文化財調査報告書第21集〉、1999年。
  - 8次：『山城町内遺跡発掘調査概報XI』山城町教育委員会〈京都府山城町埋蔵文化財調査報告書第29集〉、2002年。
  - 9次：『山城町内遺跡発掘調査概報XIIII』山城町教育委員会〈京都府山城町埋蔵文化財調査報告書第34集〉、2005年。
  - 10次：『山城町内遺跡発掘調査概報XV』山城町教育委員会〈京都府山城町埋蔵文化財調査報告書第35集〉、2006年。
  - 11次：『木津川市内遺跡発掘調査概報VIII』木津川市教育委員会〈木津川市埋蔵文化財調査報告書第18集〉、2016年。
  - 12次：『木津川市内遺跡発掘調査報告書』 平成30年度、木津川市教育委員会〈木津川市埋蔵文化財調査報告書第20集〉、2019年。
  - 14次：『木津川市内遺跡発掘調査報告書』 令和5年度、木津川市教育委員会〈木津川市埋蔵文化財調査報告書第29集〉、2024年。
- その他
  - 小林行雄『古墳時代の研究』青木書店、1961年。
  - 『山城町史』 本文編、山城町、1987年。
  - 京都大学文学部考古学研究室『椿井大塚山古墳と三角縁神獣鏡』京都大学文学部〈京都大学文学部博物館図録〉、1989年。
  - 『山城町史』 史料編、山城町、1990年。
  - 山城町教育委員会・京都府立山城郷土資料館 編『椿井大塚山古墳 -銅鏡に映る古代-』山城ライオンズクラブ、1998年。
  - 山城町教育委員会・京都府立山城郷土資料館 編『国史跡指定記念 椿井大塚山古墳 -銅鏡に映る古代-』山城町、2000年。